# Camponotus limbiventris
Camponotus limbiventris é uma espécie de inseto do gênero Camponotus, pertencente à família Formicidae.